# Mount Wade
Mount Wade är ett berg i Västantarktis. Nya Zeeland gör anspråk på området. Mount Wade ingår i Prince Olav Mountains, och är med sina 4 085 meter över havet den högsta toppen i bergskedjan.
Terrängen runt Mount Wade är huvudsakligen bergig, men åt nordväst är den kuperad.